# Dossin Great Lakes Museum
Le Dossin Great Lakes Museum est un musée maritime historique à Détroit dans le Michigan. Situé sur The Strand sur Belle Isle Park le long de la rivière Détroit, ce musée accorde un intérêt particulier au rôle de Détroit dans l'histoire maritime nationale et régionale. Le musée de 1.500 m² présente des expositions telles que l'une des plus grandes collections de maquettes de bateaux au monde et l'ancre avant du SS Edmund Fitzgerald, qui a coulé dans une tempête en 1975.

## Description
Le musée présente des artefacts et des expositions sur l'histoire et les navires des Grands Lacs. Il a été fondé en 1949 sous le nom de City Maritime Museum à bord de la goélette en bois J.T. Wing, le dernier voilier commercial sur les Grands Lacs. Le musée a fermé en 1956, moins d'une décennie plus tard, en raison de la détérioration de l'état de la goélette.
Grâce à des dons de 125 000 $ de la famille Dossin de Détroit et à une subvention de la commission historique de la ville, le Dossin Great Lakes Museum a inauguré le 21 mai 1959 à Belle Isle, près de l'ancien mouillage du JT Wing. Il a été ouvert le 24 juillet 1961.
Le musée Dossin a subi une rénovation de 10 semaines se terminant le 24 mars 2007 après plus de 100 000 $ de rénovations, a ajouté quatre nouvelles expositions.

## Expositions permanentes
- Le Miss Pepsi[2], l'un des bateaux de course d'hydroplanes les plus rapides de tous les temps, et le premier bateau à se qualifier pour une course à une vitesse de plus de 100 milles à l'heure, détenu et parrainé par la famille Dossin, l'un des plus grands embouteilleurs de Pepsi-Cola aux États-Unis.
- L'ancre de proue massive du SS Edmund Fitzgerald ; le Fitzgerald avait perdu l'ancre dans la rivière Détroit
- La timonerie du SS William Clay Ford (en), où les visiteurs peuvent « être le capitaine » de l'un des cargos les plus célèbres de la ville
- Le fumoir restauré du SS City of Detroit III (en), qui transporte les visiteurs à l'âge d'or des bateaux à vapeur sur le lac
- L'une des plus grandes collections connues de maquettes de bateaux au monde[3]

## Galerie
|                    |
| Intérieur du musée |

|                                |
| Maquette du SS City of Detroit |

|                                   |
| Timonerie du SS William Clay Ford |

|                               |
| Ancre du SS Edmund Fitzgerald |

|                              |
| Cloche du SS City Of Detroit |